# Benetússer
Benetússer település Spanyolországban, Valencia tartományban. Benetússer Alfafar, Paiporta és Valencia községekkel határos. Lakosainak száma 16 322 fő (2024).

## Népesség
A település lakosságának változását az alábbi diagram mutatja:
| Lakosok száma | 13 625 | 14 023 | 14 283 | 15 313 | 14 999 | 14 529 | 14 495 | 14 799 | 15 493 | 16 322 |
|               | 2001   | 2004   | 2007   | 2009   | 2012   | 2014   | 2017   | 2019   | 2022   | 2024   |